# 7439 Tetsufuse
7439 Tetsufuse este un asteroid din centura principală de asteroizi.

## Descriere
7439 Tetsufuse este un asteroid din centura principală de asteroizi. A fost descoperit pe 6 decembrie 1994 la Oizumi de Takao Kobayashi. El prezintă o orbită caracterizată de o semiaxă mare de 2,62 ua, o excentricitate de 0,07 și o înclinație de 4,5° în raport cu ecliptica.